# Psychoda exilis
Psychoda exilis és una espècie d'insecte dípter pertanyent a la família dels psicòdids.

## Descripció
- La femella fa 0,62-0,74 mm de llargària a les antenes, mentre que les ales li mesuren 1,07-1,32 de longitud i 0,42-0,52 d'amplada.
- El mascle no ha estat encara descrit.[2]

## Distribució geogràfica
Es troba a Papua Nova Guinea.